# Eero Suutari
Eero Suutari, född 27 december 1956 i Sotkamo, är en finländsk politiker (samlingspartist). Han var ledamot av Finlands riksdag 2011-2019.
Suutari omvaldes i riksdagen i valet 2015 med 3 303 röster från Uleåborgs valkrets. Han lyckades inte bli omvald 2019. 